# 錫卡錫卡
錫卡錫卡是玻利維亞的城鎮，位於該國西部，由拉巴斯省負責管轄，距離首府拉巴斯115公里，海拔高度3,934米，每年平均降雨量約400毫米，2012年人口5,061。

## 外部連結
- Instituto Nacional de Estadística, Bolivia